# Attilio Ariosti

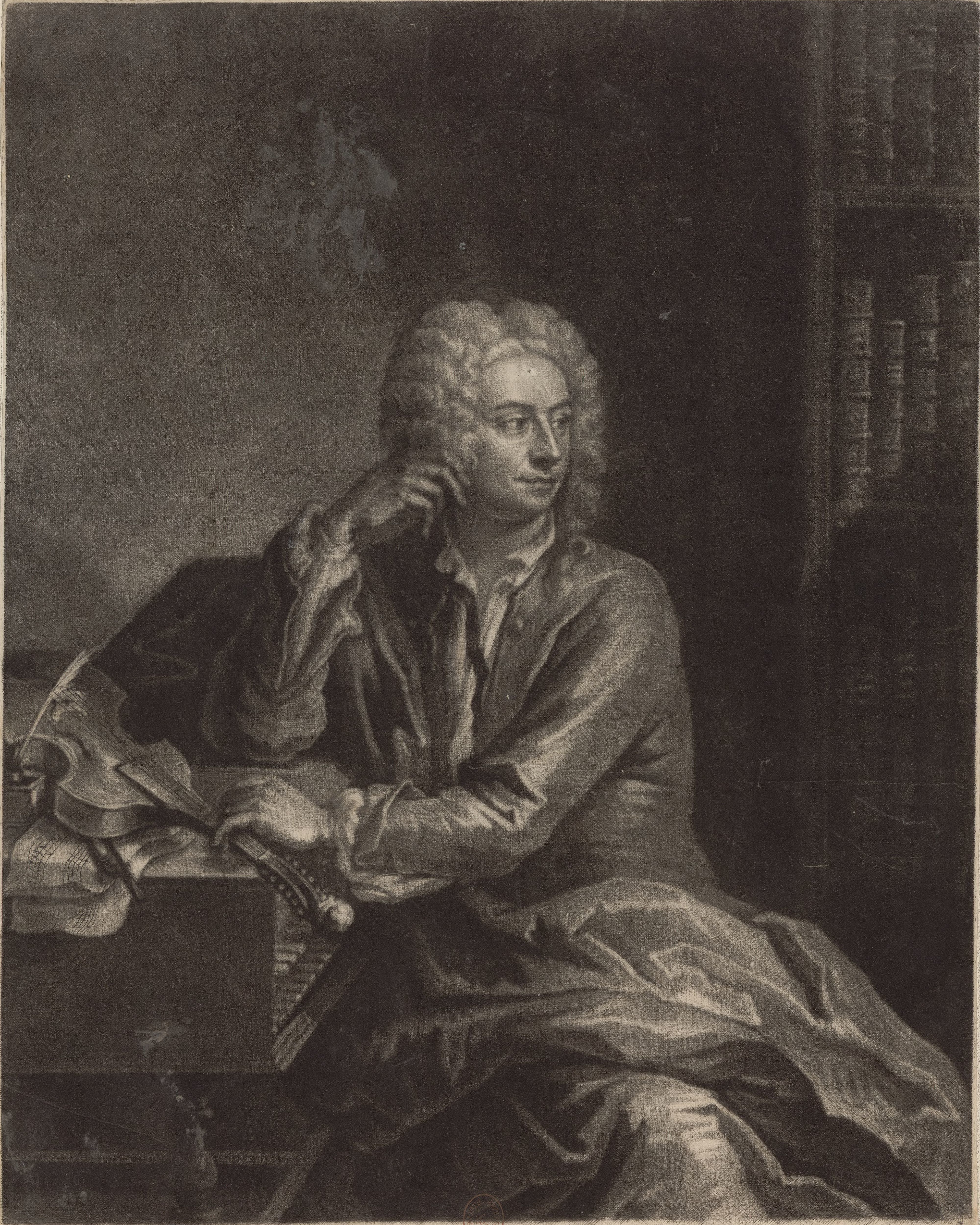
Attilio Ariosti

Attilio Ariosti (* 5. November 1666 in Bologna; † August 1729 in London) war ein italienischer Komponist.

## Leben
Attilio Ariosti, der einem illegitimen Zweig der Bologneser Adelsfamilie Ariosti entstammte, erhielt Gesangs-, Violin-, Orgel- und Kompositionsunterricht von nicht näher bekannten Lehrern. Er trat 1688 in das Kloster des Servitenordens in Bologna ein, wo er am 28. Juli 1689 sein öffentliches Gelübde ablegte. Im Mai 1692 erhielt er die Weihe zum Diakon und im gleichen Jahr die Organistenstelle an S. Maria dei Servi, der Kirche seines Ordens. Durch die Komposition seiner ersten Oratorien (La passione 1693 in Modena und S. Radegonda reina di Francia 1694, Bologna) erhielt er erste Kontakte zur Welt des Theaters.
Seine erste Oper Tirsi wurde 1697 in Venedig aufgeführt. Von 1697 bis 1703 wurde er von Herzog Ferdinando Carlo IV. Gonzaga von Mantua für die Tätigkeit als Hofkomponist am Hof Sophie Charlottes, in Lietzenburg bei Berlin, freigestellt. Hier komponierte er die Opern La fede ne tradimenti, L'inganno, vinto della costanza und Mars und Irene. Außerdem schrieb er am Hof diverse Arien, Kantaten und Kammerkonzerte. Im Jahr 1703 musste er wegen einer handgreiflichen Auseinandersetzung mit dem Oberhofkapellmeister die Lietzenburg verlassen. Danach war er kurzzeitig am Hof von Anjou angestellt. Zwischen 1703 und 1709 war er in den Diensten Kaiser Josephs I. der österreichische Generalagent für Italien.
Nach 1715 feierte er große Erfolge in Paris und London, die erst von Georg Friedrich Händel übertrumpft wurden. Er war mit Händel und Bononcini Mitglied der Royal Academy of Music, deren Aufgabe es war, die Londoner Aristokratie mit italienischen Opern zu versorgen. Die Bedeutung Ariostis wird herausgestellt durch die 1737 von Jean-Philippe Rameau gemachte Äußerung, bezüglich einer Passage der Oper Coriolano, die er als ein herausragendes Beispiel für enharmonisches Komponieren sah. Die Viola d’amore wurde sein bevorzugtes Instrument, diese spielte er am 12. Juli 1716 zwischen den Akten der Aufführung von Händels Amadigi di Gaula in London. 
Sein jüngerer Bruder Giovanni Battista Ariosti (* 1668) war ebenfalls Mitglied des Servitenordens und Musiklehrer, er hinterließ ein 1686 gedrucktes Lehrbuch, Modo facile di suonare il sistro für eine Art Glockenspiel.

## Werke
Ariosti schrieb rund 25 Opern, deren Vorbilder anfangs die Opern Jean-Baptiste Lullys und später die Opern Alessandro Scarlattis waren.
- Opern
  - Tirsi, in Zusammenarbeit mit Antonio Lotti und Antonio Caldara, Libretto von Apostolo Zeno (Venedig 1696)
  - Erfile, Libretto von Giambattista Neri (Venedig 1697)
  - Atys o L’inganno vinto dalla costanza, ländliches Drama, Libretto von Ortensio Mauro (Berlin 1700)
  - La fede ne’ tradimenti, Libretto von Gerolamo Gigli (Berlin 1701)
  - Le Fantome Amoreux, Einakter, Libretto von Ortensio Mauro (Berlin 1701)
  - La più gloriosa fatica di Ercole, Libretto von Pietro Antonio Bernardoni (Wien 1703)
  - Mars und Irene, Singspiel, Libretto von Christian Reuter (Berlin 1703)
  - Il bene dal male (Wien 1704)
  - I gloriosi presagi di Scipione Africano, Libretto von Donato Cupeda (Wien 1704)
  - Marte placato, Libretto von Pietro Antonio Bernardoni (Wien 1704)
  - Il Danubio consolato, Libretto von Pietro Antonio Bernardoni (Wien 1707)
  - La gara delle antiche eroine ne’ Campi Elisi, Libretto von Silvio Stampiglia (Wien 1707)
  - Amor tra nemici, Libretto von Pietro Antonio Bernardoni (Berlin 1708, als Almahide London 1710)
  - La Placidia, Libretto von Pietro Antonio Bernardoni (Wien 1709)
  - Tito Manilo, Libretto evtl. von Nicola Francesco Haym (London 1717)
  - Caio Marzio Coriolano, Libretto von Nicola Francesco Haym nach Pietro Pariati (London 1723)
  - Il Vespasiano, Libretto von Nicola Francesco Haym nach Giulio Cesare Corradi (London 1724)
  - Aquilio consolo – von Friedrich Chrysander Ariosti zugeschrieben (London 1724)
  - Artaserse, Libretto von Nicola Francesco Haym nach Apostolo Zeno und Pietro Pariati (London 1724)
  - Dario, Libretto nach Francesco Silvani (London 1725)
  - Lucio Vero, imperator di Roma, Libretto nach Apostolo Zeno (London 1727)
  - Teuzzone, Libretto nach Apostolo Zeno (London 1727)

- Ballettmusik
  - La Festa del Hymeneo, Libretto von Ortensio Mauro (Berlin 1700)

- Oratorien
  - La Passione, Libretto von Cam. Arnoldi (Modena 1693, Wien 1694)
  - Radegonde (Santa Rodegonda), regina di Francia, Libretto von Giambattista Taroni (Bologna 1694)
  - Le profezie di Eliseo nell’assedio di Samaria, Libretto von Giambattista Neri (Bologna 1704)
  - La madre de Maccabei (Wien 1704)
  - Nabucodonosor, Libretto von Pietro Antonio Bernardoni (Bologna 1706)

- Instrumentalmusik
  - Divertimenti da Camera für Violine und Violoncello (1695, Bologna)
  - 57 Sätze für Viola d’amore, die unter dem Titel „Recueil de Pièces pour la Viol d’Amour“ erschienen. Die einzig existierende Quelle ist eine Abschrift des schwedischen Komponisten Johan Helmich Roman, der von 1716 bis 1721 in London studierte, also zu der Zeit, als sich Ariosti dort aufhielt. Die Abschrift befindet sich heute in der Königlichen Musikbibliothek in Stockholm.